# Шаранова въшка
Шарановите въшки (Argulus foliaceus) са вид членестоноги от семейство Шаранови въшки (Argulidae).
Таксонът е описан за пръв път от Карл Линей през 1758 година.